# Nedo Nadi

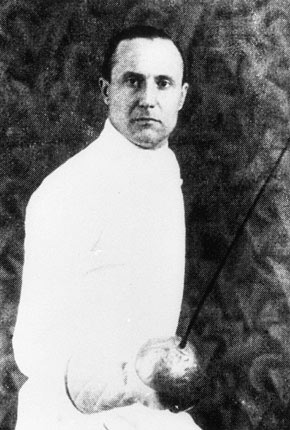
Nedo Nadi

Nedo Nadi (9. června 1894, Livorno – 29. ledna, 1940, Řím) byl italský šermíř.
Vychovával ho otec Beppe Nadi, který byl učitelem šermu, úspěšným šermířem se stal také jeho mladší bratr Aldo Nadi. Na olympiádě 1912 získal zlatou medaili jako osmnáctiletý a stal se tak nejmladším olympijským vítězem v šermu. Na hrách v Antverpách byl vlajkonošem italské výpravy. Jako jediný šermíř v historii vyhrál všechny tři zbraně (kord, fleret a šavle), k vítězstvím v soutěžích družstev přidal také dva individuální tituly (celková bilance byla 22 vítězství a dvě porážky). Získal tak na jediných hrách pět zlatých, což byl rekord, který překonal až po více než padesáti letech Mark Spitz. Individuální soutěže v kordu se nezúčastnil na naléhání otce, který považoval kord za zákeřnou zbraň, protože se v něm započítávají zásahy do kterékoli části těla.
Po antverpské olympiádě pracoval jako učitel šermu, v roce 1930 se stal profesionálním mistrem světa. Od roku 1935 do své smrti byl předsedou Italské šermířské asociace.